# Jasmine Chansri
Jasmine Chansri (* 6. März 1980 in Linz)  ist Landesgeschäftsführerin der Volkshilfe Oberösterreich. Sie wuchs im Linzer Stadtteil Franckviertel auf.
Nach der Volksschule besuchte sie das Bundesgymnasium Khevenhüllerstraße, das sie 1998 mit der Matura abschloss. Noch im selben Jahr wurde sie in den Landesvorstand der Sozialistischen Jugend Oberösterreichs gewählt. Während ihrer Schulzeit war sie in der Schülervertretung aktiv. 
Chansri studierte Rechtswissenschaften und legte 2003 die Sponsion zur Magistra an der Universität Graz ab. Die Juristin wurde am 27. Oktober 2003 in den Oberösterreichischen Landtag berufen, in dem sie bis Oktober 2009 mitwirkte.
Chansri ist der Volkshilfe Oberösterreich seit 16 Jahren sowohl ehren- als auch hauptamtlich verbunden. Im Jahr 2005 wurde sie in den Landesvorstand gewählt, seit 2013 ist sie hauptberuflich für die Volkshilfe OÖ tätig. Gemeinsam mit der Geschäftsführung hat Chansri die Rechtsabteilung aufgebaut, seit 2017 hat die studierte Juristin zudem die Personalabteilung des gesamten Unternehmens geleitet.